# Марина Берти
Марина Бе́рти (итал. Marina Berti, урождённая Елена Мо́рин Бертоли́ни, (итал. Elena Moreen Bertolini, 29 сентября 1924 — 29 октября 2002) — итальянская актриса.

## Биография
Впервые в кино Марина Берти появилась в 1941 году в фильме «Беглец», где её партнёршей была Анна Маньяни. За всю свою актёрскую карьеру она сыграла в около ста фильмах и сериалах, среди известных работ «Камо грядеши» (1951), «Бен-Гур» (1959), «Мадам Сен-Жен» (1962), «Клеопатра» (1963). Она снималась у Пьетро Джерми, Уильяма Уайлера, Джозефа Манкевича, Франко Дзеффирелли, Альберто Латтуада, Карло Лидзани и у других крупных режиссёров. Последний раз в кино она появилась в 2002 году в фильме Коста-Гавраса по драме Рольфа Хоххута «Аминь».
В 1944 году она вышла замуж за итальянского актёра Клаудио Гора с которым была вместе до его смерти в 1998 году. Дети — сыновья Андреа Джордана, Карло Джордана и дочь Марина Джордана, тоже стали актёрами.

## Избранная фильмография
- Врата неба (1949)
- Коварный лис Борджиа (1949) — Анджела Борджиа
- Камо грядеши (1951) — Эвника
- Царица Савская (1952) — Замира
- Каста Дива (1954) — Беатрис Турина
- Мария-Антуанетта — королева Франции (1956) — графиня Полиньяк
- Бен-Гур (1959) — Флавия (в титрах не указана)
- Джессика (1962) — Филиппелла Розино
- Мадам Беспечность (1961) — Элиза Бонапарт
- Клеопатра (1963) — царица Тарсская (в титрах не указана)
- Месье (1964) — мадам Данони
- Лучшая сторона Паолины (1973) — мадам де Шамбаудоин
- Убийства в ночном поезде (1975) — женщина в поезде
- Прекрасная нимфа (1975) — тётя Маноэлы
- Спираль тумана (1977) — Констанца Сан-Джермано
- Раскаявшийся (1985)
- Судьба Остинато (1992)
- Эдера (1992)
- Аминь (2002) — княгиня

## Награды
- 1972 — Итальянская ассоциация кинокритиков: серебряная лента лучшей актрисе второго плана — «Калиффа» (реж. Альберто Бевилаква).